# Pathari-Shanishchare
Pathari-Shanishchare (Nepali पथरी-शनिश्चरे Pathari-Shanishchare) ist eine Stadt (Munizipalität) im östlichen Terai Nepals im Distrikt Morang.
Pathari-Shanishchare liegt südwestlich von Urlabari.
Die Stadt entstand 2014 durch Zusammenlegung der Village Development Committees Pathari und Shanishchare.
Das Stadtgebiet umfasst 53,7 km².

## Einwohner
Bei der Volkszählung 2011 hatten die VDCs, aus welchen die Stadt Pathari-Shanishchare entstand, 49.808 Einwohner (davon 22.546 männlich) in 11.426 Haushalten.